# Rozzano
Rozzano là một đô thị ở tỉnh Milano, vùng Lombardia của Italia, khoảng 9 km về phía nam của Milano. Tại thời điểm ngày 31 tháng 12 năm 2004, đô thị này có dân số38.493 và diện tích là 12,3 km².
Đô thịRozzano gồm cácfrazioni (đơn vị cấp dưới, chủ yếu là thôn làng) Quinto de' Stampi, Valleambrosia, Pontesesto, và Cassino Scanasio.
Rozzano giáp các đô thị: Milano, Assago, Zibido San Giacomo, Opera, Pieve Emanuele, Basiglio.